# Depresszió
Depresszió ist eine ungarische Heavy-Metal-Band aus Budapest. Die Band veröffentlichte alle ihre Alben bei Edge Records, einem Sublabel der ungarischen Plattenfirma Hammer Music. Die Texte der Band sind ausschließlich auf Ungarisch.

## Bandgeschichte
Im Jahr 1998 begannen die drei Freunde Ferenc Halász, Dávid Nagy und Roland Reichert gemeinsam Musik zu machen. Ihnen schloss sich Ende 1999 der Gitarrist Ádám Hartmann an. Anschließend wurde 2000 die Band Depresszió gegründet. Im Lauf des Jahres startete die Laufbahn der Band mit Konzerten in Klubs und auf Festivals. Nach weiteren Auftritten nahm Depresszió im Jahr 2000 ihre erste Demoaufnahme namens Messiás im Bikini-Studio des Produzenten Németh Lojzi auf. Während der gut verlaufenen Aufnahmen im Studio kam noch der recht unbekannte Film „Rock-Szomszédok“ zu den Aufnahmen hinzu. Im September bis Oktober 2000 nahmen sie an ihrer ersten großen Tournee teil, namens „Új Generáció“.
Im November 2000 veröffentlichten die die Band das Album mit dem Titel Tiszta Erőből unter Edge Records. Nach der Veröffentlichung des Albums stieg das mediale Interesse an der Band und die Bandmitglieder begannen erstmals mit Interviews in der Zeitung, dem Fernsehen, bzw. dem Radio. Kurz darauf nahm Depresszió zusammen mit Tankcsapda an einer landesweiten Tournee teil, wo sie sich vor tausenden Zuschauern einigen Leuten zufolge als eine der erfolgreichsten Partnerbands von Tankcsapda erwiesen. Besonders erfolgreich war die Band am Ende des Jahres, als sie am 22. Dezember vor über tausend Leuten in der Petőfi-Halle in Budapest ein Konzert gab, wo das Publikum sie am selben Tag mit einer Party geehrt hat. Nach der Tournee traten sie landesweit immer stärker auf, weil nach ihrer Musik ein immer größeres Bedürfnis entstand.

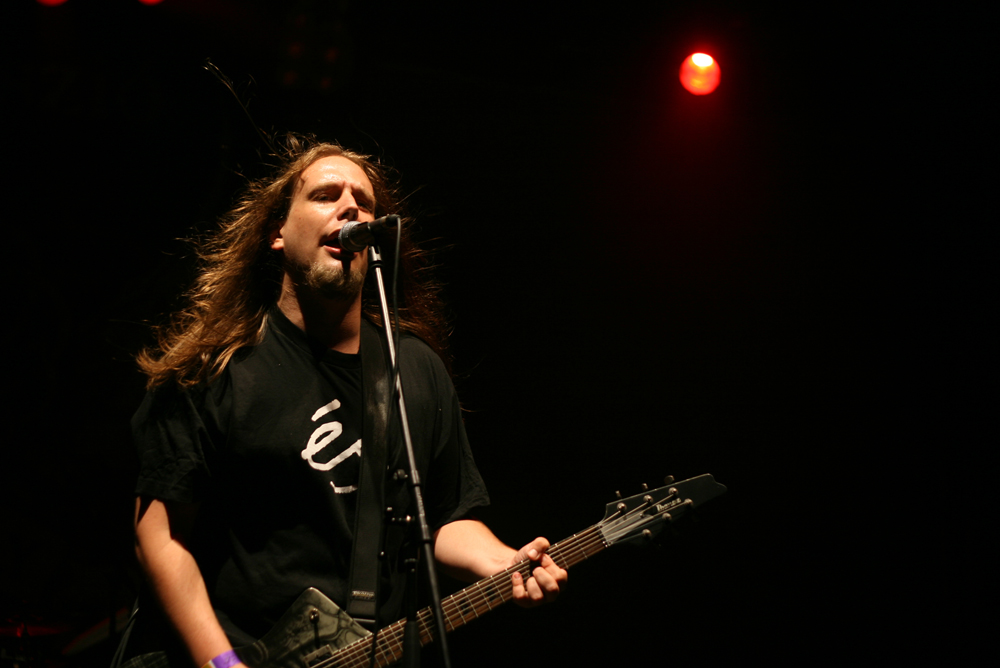
Ferenc Halász

Ab dem Februar 2001 veranstaltete die Band selbstständig Tourneen, die gleichermaßen durch kleine als auch große Städte gingen. Allein im Sommer 2001 konnte man die Band auf zehn Festivals sehen. Landesweit hatten sie bereits 3 Fanclubs. Im Sommer 2002 stieg Bassist Roland Reichert aus der Band aus und wurde durch Zoltán Kovács ein. Anschließend erschien das zweite Album der Band Amíg Tart. Anschließend spielten sie auf weiteren Konzerten und brachten den ersten Videoclip heraus. 2004 erschien mit Egy Életen Át das dritte Album der Band. Zudem nahm die Band an mehreren ungarischen Festivals im Sommer teil. 2005 erschien die erste DVD Depi Birthday der Band, auf der sich Aufnahmen eines ausverkauften Konzertes in der budapester Petöfi Halle befanden. Im Sommer 2005 nahm die Band am Sziget teil.
Im Jahr 2006 veröffentlichte Depresszió ihre erste Single Még1X, auf die das Album Az Ébredés Útján folgte. 2007 drehten sie einen Live-Mitschnitt von einem weiteren Konzert, welchen sie im Jahr darauf auf der DVD DE 3,14 Live veröffentlichten. Zudem erschien das fünfte Studioalbum der Band unter dem Namen Egyensúly.
Im Jahr 2015 spielten Depresszió zusammen mit Kárpátia, Ismerős Arcok, Romantikus Erőszak auf dem Jobbik IT tábor.

## Diskografie

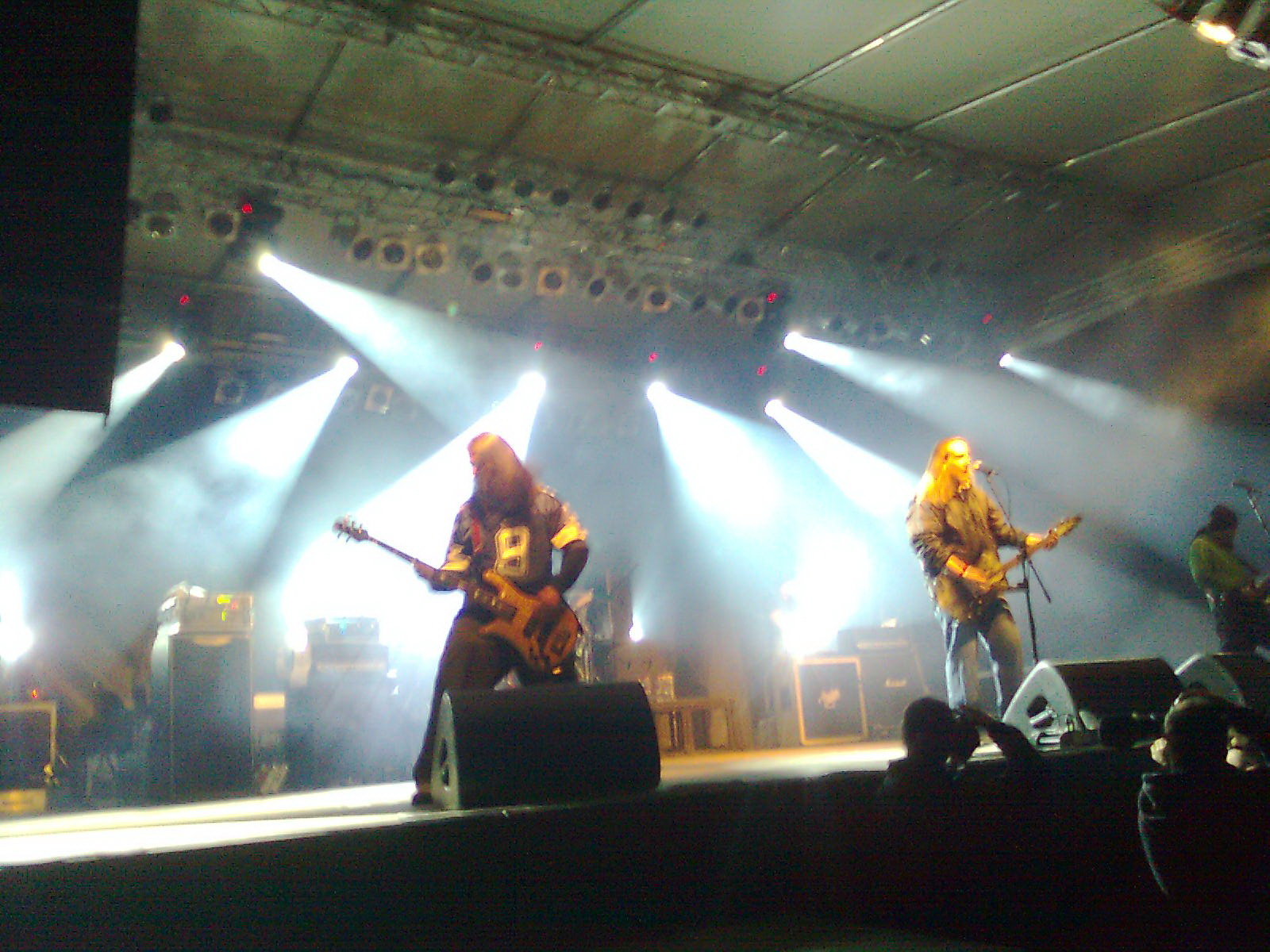
Depresszió live bei einem Konzert

### Alben
| Jahr | Titel               | Höchstplatzierung, Gesamtwochen, AuszeichnungChartsChartplatzierungen (Jahr, Titel, Platzierungen, Wochen, Auszeichnungen, Anmerkungen) | Anmerkungen                                             |
| Jahr | Titel               | HU | Anmerkungen                                             |
| ---- | ------------------- | --- | ------------------------------------------------------- |
| 2000 | Tiszta erőből       | HU12 (2 Wo.)HU | Erstveröffentlichung: November 2000 Charteinstieg: 2019 |
| 2002 | Amíg tart           | HU2 (6 Wo.)HU | Charteinstieg: 2022                                     |
| 2004 | Egy életen át       | HU7 (8 Wo.)HU | Erstveröffentlichung: 27. September 2004                |
| 2006 | Az ébredés útján    | HU2 Gold · (13 Wo.)HU | Erstveröffentlichung: 8. September 2006                 |
| 2008 | Egyensúly           | HU11 (3 Wo.)HU | Erstveröffentlichung: 27. November 2008                 |
| 2010 | Nincs jobb kor      | HU26 (2 Wo.)HU | Charteinstieg: 2017                                     |
| 2011 | Vízválasztó         | HU1 Gold · (10 Wo.)HU | Erstveröffentlichung: 5. September 2011                 |
| 2013 | Csak a zene         | HU3 (3 Wo.)HU | Erstveröffentlichung: 2. Oktober 2013                   |
| 2014 | A folyamat zajlik … | HU1 Gold · (12 Wo.)HU | Erstveröffentlichung: 1. Oktober 2014                   |
| 2015 | XV                  | HU3 (8 Wo.)HU | Erstveröffentlichung: 4. November 2015                  |
| 2017 | Válaszok után …     | HU1 Platin · (23 Wo.)HU | Erstveröffentlichung: 20. Oktober 2017                  |
| 2019 | Nehéz szó           | HU1 Gold · (14 Wo.)HU | Erstveröffentlichung: 9. September 2019                 |
| 2021 | 20+1                | HU1 (13 Wo.)HU | Erstveröffentlichung: 6. August 2021                    |
| 2022 | Vissza a Földre     | HU1 Gold · (13 Wo.)HU | Erstveröffentlichung: 4. November 2022                  |

Weitere Alben
- 1999: Messiás (Demo)
- 2010: Nincs jobb kor (Kompilation)

### Demos
- 2000: Messiás (Edge Records)

### Singles
- 2004: Nem akarok elszakadni
- 2006: Még 1x
- 2017: A kés hegye
- 2019: Különjárat
- 2020: Életfogytig

### Videoalben
- 2005: Depi Birthday
- 2008: DE 3,14 Live